# Excerpta Constantiniana
Excerpta Constantiniana (latinsko Excerpta Constantiniana, Excerpta Historica ali preprosto Excerpta, grško starogrško ᾽Εκλογαί, Eklogai, slovensko Konstantinski izvlečki ali odlomki) je bila grška antologija v 53 zvezkih z odlomki del vsaj 25 zgodovinarjev. Pisanje je naročil bizantinski cesar Konstantin VII. Porfirogenet (vladal 945–959), vendar je bilo dokončano verjetno po njegovi smrti. Ohranjena sta samo dva zvezka in fragmenti treh drugih. Znani so latinski naslovi 21 drugih zvezkov. Naslov celotnega dela je dogovorjen.
Izvirno delo morda ni bilo samo izbor odlomkov, temveč antologija tematsko urejenih celih besedil. V predgovoru je zapis, da so v antologijo vključena dela izbranih zgodovinarev, urejena po temah in ne kronološko. Obstajajo dokazi, da so bila nekatera besedila skrajšana in da so obstajali tudi komentarji.
Najzgodnejši zgodovinar, vključen v Odlomke, je Herodot (5. stoletje pr. n. št.), najkasnejši pa Georg Amartol (9. stoletje n. št.). V ohranjenih odlomkih je ohranjeno nekaj gradiva, ki ni ohranjeno nikjer drugje, vključno z izbori iz Polibija, Nikolaja  iz Damaska, Deksipa, Evnapija, Priska, Petra Patricija, Menandra Protektorja in Ivana  Antiohijskega. Med drugimi zgodovinarji so bili tudi Tukidid, Ksenofont, Diodor Sicilski, Dionizij iz Halikarnasa, Jožef Flavij, Arijan iz Nikomedije, Jamblih, Apijan iz Aleksandrije, Kasij Dio, Sokrat iz Konstantinopla, Teodoret iz Cirra, Sozomen, Filostorgij, Zosim, Prokopij, Agatij iz Mirine, Teofilakt Simokat, Ivan Malala in Malh iz Filadelfije. Vrstni red avtorjev znotraj zvezkov ne sledi nobeni očitni utemeljitvi. Avtorjevi odlomki v posameznem zvezku so vedno predstavljeni po vrstnem redu.
Od izvirnih 53 zvezkov so delno ali v celoti ohranjeni samo štirje zvezki. V celoti je ohranjen zvezek Excerpta de legationibus (Izvlečki o veleposlanstvih), ki je razdeljen na dva dela: Excerpta de legationibus gentium ad Romanos (Izvlečki o veleposlanstvih, poslanih v Rim) in Excerpta de legationibus Romanorum ad gentes (Izvlečki o veleposlanstvih, ki jih je poslal Rim). Izvirni zvezek, ki so ga hranili v Escorialu, je leta 1671 zgorel v požaru, vendar je bilo pred tem izdelanih več kopij. V Escorialu (oznaka Ω.I.11) hranijo tudi kopijo Excerpta de insidiis (Izvlečki o zasedah) iz 16. stoletja. Drugo kopijo iz 16. stoletja hranijo v Francoski narodni knjižnici. Deloma sta ohranjena še dva izvirna zvezka: Excerpta de virtutibus et vitiis (Izvlečki o vrlinah in slabostih) v Codex Peirescianus in Excerpta de sententiis (Izvlečki o gnomičnih izjavah) kot palimpsest v Vatikanski knjižnici. Prvo izdajo Excerpta, natisnjeno v Antwerpnu leta 1582, je pripravil Fulvio Orsini.
Izvlečki so bili nekakšno ogledalo in učbenik za vladarje. Ker je veljalo, da zgodovina vsebuje koristne lekcije za vladarje, se je zdelo koristno zgodovino urediti tematsko: če je bil cesar zaskrbljen zaradi prihajajočih odposlancev, je lahko prebral vse  primere prihodov v rimski zgodovini. Sestavljavci Sude so pogosteje uporabljali odlomke kot izvirna dela.

## Tiskana izdaja
- Excerpta Historica iussu imperatoris Constantini Porphyrogeniti Confecta, ur. Ursul Boissevain, Carl de Boor, Theodor Büttner-Wobst in Anton Roos.  4 vols. Berlin: Weidmann, 1903–1910.